# Walon Green
Walon Green (Baltimore, 15 de diciembre de 1936) es un director, productor y guionista estadounidense de cine y televisión.

## Biografía
Ha producido y dirigido documentales para National Geographic y David L. Wolper, como The Mystery of Animal Behavior (1969), The Hellstrom Chronicle, que recibió el Óscar al mejor documental en 1970 y el BAFTA en 1972, y The Secret Life of Plants (1979).
Entre sus guiones se encuentran los de las películas Grupo salvaje –nominada al mejor guion original en los Óscar de 1970–, Sorcerer, Eraser y Robocop 2, entre otras. Para televisión ha escrito y producido episodios para las series Hill Street Blues, Law & Order y NYPD Blue; por esta última serie recibió en 1995 el premio Edgar, compartido con David Milch y Steven Bochco, y el premio Emmy. Uno de sus últimos trabajos, fue como consultor creativo para la serie televisiva de ciencia ficción Millennium, dirigida por Chris Carter.

## Premios y distinciones
Premios Óscar
| Año  | Categoría                        | Película                | Resultado |
| ---- | -------------------------------- | ----------------------- | --------- |
| 1969 | Mejor argumento y guion original | Grupo Salvaje           | Nominado  |
| 1972 | Mejor documental largo           | The Hellstrom Chronicle | Ganador   |